# Wijken en buurten in Tholen
De Nederlandse gemeente Tholen is voor statistische doeleinden onderverdeeld in wijken en buurten. De gemeente is verdeeld in de volgende statistische wijken:
- Wijk 00 Tholen (CBS-wijkcode:071600)
- Wijk 01 Poortvliet (CBS-wijkcode:071601)
- Wijk 02 Scherpenisse (CBS-wijkcode:071602)
- Wijk 03 Sint Maartensdijk (CBS-wijkcode:071603)
- Wijk 04 Stavenisse (CBS-wijkcode:071604)
- Wijk 05 Sint-Annaland (CBS-wijkcode:071605)
- Wijk 06 Oud-Vossemeer (CBS-wijkcode:071606)
- Wijk 07 Sint Philipsland (CBS-wijkcode:071607)
- Wijk 08 Anna Jacobapolder (CBS-wijkcode:071608)

Een statistische wijk kan bestaan uit meerdere buurten. Onderstaande tabel geeft de buurtindeling met kentallen volgens het Centraal Bureau voor de Statistiek (2008):
| CBS-buurtcode | Buurtnaam                           | Inwonertal | Opp. totaal (ha) | Opp. land (ha) | Ligging                |
| ------------- | ----------------------------------- | ---------- | ---------------- | -------------- | ---------------------- |
| BU07160000    | Tholen                              | 7060       | 233              | 206            | Locatie in de gemeente |
| BU07160009    | Verspreide huizen Tholen            | 310        | 2562             | 1998           | Locatie in de gemeente |
| BU07160100    | Poortvliet                          | 1280       | 54               | 54             | Locatie in de gemeente |
| BU07160109    | Verspreide huizen Poortvliet        | 440        | 2239             | 2230           | Locatie in de gemeente |
| BU07160200    | Scherpenisse                        | 1600       | 73               | 73             | Locatie in de gemeente |
| BU07160209    | Verspreide huizen Scherpenisse      | 160        | 952              | 902            | Locatie in de gemeente |
| BU07160300    | Sint Maartensdijk                   | 3260       | 87               | 87             | Locatie in de gemeente |
| BU07160309    | Verspreide huizen Sint Maartensdijk | 410        | 2097             | 2082           | Locatie in de gemeente |
| BU07160400    | Stavenisse                          | 1440       | 64               | 61             | Locatie in de gemeente |
| BU07160409    | Verspreide huizen Stavenisse        | 220        | 1086             | 1082           | Locatie in de gemeente |
| BU07160500    | Sint Annaland                       | 3190       | 84               | 84             | Locatie in de gemeente |
| BU07160509    | Verspreide huizen Sint Annaland     | 390        | 1259             | 1252           | Locatie in de gemeente |
| BU07160600    | Oud-Vossemeer                       | 2360       | 90               | 90             | Locatie in de gemeente |
| BU07160609    | Verspreide huizen Oud-Vossemeer     | 420        | 2182             | 2036           | Locatie in de gemeente |
| BU07160700    | Sint Philipsland                    | 2160       | 46               | 46             | Locatie in de gemeente |
| BU07160709    | Verspreide huizen Sint Philipsland  | 140        | 1501             | 1442           | Locatie in de gemeente |
| BU07160800    | Anna Jacobapolder                   | 270        | 14               | 14             | Locatie in de gemeente |
| BU07160809    | Verspreide huizen Anna Jacobapolder | 160        | 996              | 987            | Locatie in de gemeente |